# Lilyan Tashman
Lilyan Tashman (23 de octubre de 1896 - 21 de marzo de 1934) fue una actriz estadounidense que trabajó en el vodevil, el teatro y el cine, conocida sobre todo por sus papeles de reparto como malvada exagerada e irónica. Rodó sesenta y seis películas a lo largo de su carrera en Hollywood y aunque nunca llegó al estatus de superestrella, sus actuaciones fueron "agudas, limpias y han envejecido poco con el paso de las décadas".

## Carrera
Era rubia, alta y esbelta, con voz grave. Nacida en Brooklyn, Nueva York en una familia de emigrantes judíos, era la menor de los diez hijos del fabricante de ropas neoyorquino Maurice Tashman, procedente de Polonia y de su esposa Rose, nacida en Alemania. En su juventud, mientras estudiaba en el instituto, Tashman se inició por cuenta propia como modelo de moda y de artistas en la ciudad de Nueva York y, en 1914, ya era una experimentada actriz de vodevil, actuando en Song Revue en Milwaukee, Wisconsin, junto a las estrellas, entonces al alza, Eddie Cantor y Al Lee.
En 1916 interpretó a Viola en un número producido por las Ziegfeld Follies inspirado en una obra de Shakespeare. Permaneció con la compañía Follies en las temporadas de 1917 y 1918. En 1919 se sumó al coro del teatro Winter Garden y, ese mismo año, el productor David Belasco le dio un papel de reparto en la comedia de Avery Hopwood The Gold Diggers. El show se mantuvo dos años, y Tashman sustituyó en ocasiones a la estrella Ina Claire.
En 1921 Tashman debutó en el cine interpretando a Pleasure en el film Experience. Cuando The Gold Diggers llegó a su fin, actuó en las obras The Garden of Weeds y Madame Pierre. También tuvo un pequeño papel en la película de Mabel Normand Head Over Heels, en 1922.  
Su vida personal y profesional no era enteramente satisfactoria en 1922 (su mejor amigo, Edmund Lowe, se mudó a Hollywood, por ejemplo, y ella fue despedida de Madame Pierre) por lo que se trasladó a vivir a Los Ángeles, California, encontrando rápidamente trabajo en el cine. En 1924 actuó en cinco películas (incluyendo una adaptación de The Garden of Weeds) y recibió buenas críticas por Nellie, the Beautiful Cloak Model y Winner Take All. Trabajó de manera libre, entre diferentes estudios, pero finalmente firmó un contrato en 1931 con Paramount Studios, rodando nueve títulos para la productora.
En 1925 actuó en diez filmes, incluyendo Pretty Ladies con Joan Crawford y Myrna Loy. Entre 1926 y 1929 trabajó en numerosos títulos, convirtiéndose en una valiosa actriz de reparto, llegando incluso a protagonizar la independiente Rocking Moon (1926) y The Woman Who Did Not Care (1927). Algunos de sus papeles de reparto destacados son los que hizo en So This is Paris (1926, farsa dirigida por Ernst Lubitsch), A Texas Steer (con Will Rogers, en 1927), Camille (con Norma Talmadge, en 1927), Manhattan Cocktail (dirigida por Dorothy Arzner en 1928), y Hardboiled (1929). Sus críticas en Variety fueron excelentes.
Intentó hacer con facilidad la transición al cine sonoro y actuó en algunos de los primeros títulos, incluyendo la producción de United Artists [Bulldog Drummond]] (1929), The Trial of Mary Dugan (1929), el actualmente perdido musical en color Gold Diggers of Broadway (1929) y New York Nights, con Norma Talmadge (1930). Interpretó a una asesina en el melodrama Murder by the Clock, a una sacrificada madre en The Road to Reno (1931), y a una corista en Wine, Women and Song (1933). 
En 1932 su salud empezaba a fallar, pero trabajó en The Wiser Sex, Those We Love, el film sobre la Revolución Rusa Scarlet Dawn, Mama Loves Papa (con Charlie Ruggles, 1933), y el musical Too Much Harmony (1933). A principios de 1934 también trabajó en Riptide, junto a Norma Shearer.  Su último film, Frankie and Johnny, se estrenó a título póstumo en mayo de 1936, dejando su papel como Nellie Bly como un cameo.

## Vida personal
Tashman se casó con el actor de vodevil Al Lee en 1914. Se separaron en 1920 y se divorciaron en 1921.
La actriz, conocida en Hollywood como lesbiana, se casó el 21 de septiembre de 1925 con el actor y antiguo amigo Edmund Lowe, presumiblemente para presentar una fachada heterosexual al público. Nunca tuvieron hijos. Actuaron juntos en tres filmes: Ports of Call (1925), Siberia (1926), y Happiness Ahead (1928). El matrimonio fue favorito de las revistas, de las columnas periodísticas y del cotilleo de Hollywood. Ocasionalmente aparecían en entrevistas, y seguían el protocolo de Hollywood presentándose como una pareja felizmente casada. Tashman y Lowe mantuvieron sus carreras artísticas pero llevando vidas privadas separadas, aunque celebraban lujosas fiestas en su domicilio de estilo art déco en Beverly Hills. 

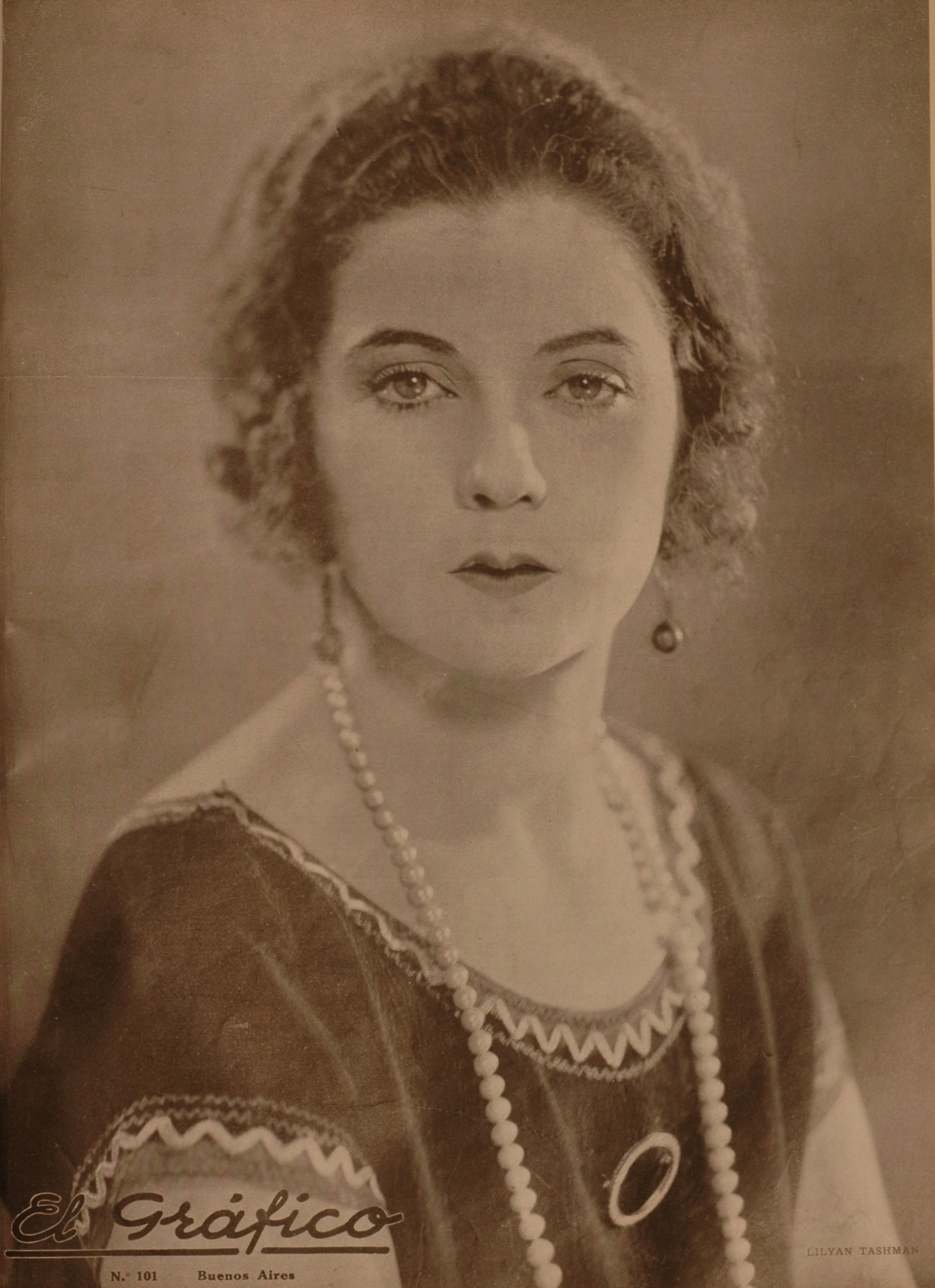
Lilyan Tashman en la portada de El Gráfico, año 1921.

Tashman conoció a Greta Garbo en un partido de tenis en 1927, iniciando ambas una relación ese mismo día. Se hicieron compañeras inseparables, yendo juntas a comprar, a nadar o a pasar las tardes en una propiedad de Tashman.

## Fallecimiento
En 1932 Tashman ingresó en un hospital de Nueva York para lo que se informó como una apendicectomía, muy probablemente, para encubrir que se trataba en realidad de un cáncer abdominal. Aunque rodó cinco películas en sus últimos años, adelgazó significativamente en los meses posteriores a su hospitalización, por lo que su papel en la producción Riptide hubo de acomodarse a su mal estado. En febrero de 1934 viajó a Nueva York para rodar el film de Republic Frankie and Johnny, pero se vio forzada a pasar una semana de descanso en Connecticut acompañada de su marido. Retomó el trabajo en marzo completando su papel, e intervino en un acto benéfico a los pocos días, siendo nuevamente ingresada el 16 de marzo. 
Tashman finalmente falleció a causa de su cáncer el 21 de marzo de 1934, en el Doctor's Hospital de Nueva York, a los 37 años de edad. Sophie Tucker, Mary Pickford, Fanny Brice, Cecil Beaton, Jack Benny, y otras distinguidas celebridades estuvieron en su funeral judío ortodoxo celebrado en el neoyorquino Templo Emmanu-El, leyendo Eddie Cantor el panegírico. Su entierro en el Cementerio Washington de Brooklyn atrajo a 10 000 admiradores y curiosos.

## Filmografía
- Frankie and Johnny (1936)
- Riptide (Deslices) (1934)
- Too Much Harmony (Cocktail musical) (1933)
- Mama Loves Papa (1933)
- Wine, Women and Song (1933)
- Scarlet Dawn (Amanecer escarlata / En Rusia) (1932)
- Those We Love (1932)
- The Wiser Sex (1932)
- Girls About Town (1931)
- The Road to Reno (1931)
- The Mad Parade (1931) (Forgotten Women)
- Murder by the Clock (1931)
- Up Pops the Devil (1931)
- Millie (1931)
- Finn and Hattie (Me voy a París) (1931)
- One Heavenly Night (1931)
- The Cat Creeps (1930)
- Leathernecking (1930) (Present Arms)
- The Matrimonial Bed (1930) (A Matrimonial Problem)
- On the Level (1930)
- La Canción del Ritz (1930)
- No, No, Nanette (1930)
- New York Nights (1929)
- The Marriage Playground (1929)
- Gold Diggers of Broadway (1929)
- El capitán Drummond (1929)
- The Trial of Mary Dugan (El proceso de Mary Dugan) (1929)
- The Lone Wolf's Daughter (1929)
- Hardboiled (1929) (A Real Girl)
- Manhattan Cocktail (1928)
- Take Me Home (1928)
- Craig's Wife (1928)
- Lady Raffles (1928)
- Phyllis of the Follies (1928)
- Happiness Ahead (1928)
- French Dressing (1927) (Lessons for Wives)
- A Texas Steer (1927)
- The Stolen Bride (1927)
- The Prince of Headwaiters (1927)
- The Woman Who Did Not Care (1927)
- Evening Clothes (1927) (no acreditada)
- Don't Tell the Wife (1927)
- Camille (1926)
- Love's Blindness (1926)
- For Alimony Only (1926)
- So This Is Paris (La locura del charlestón) (1926)
- Siberia (1926)
- Whispering Smith (1926)
- The Skyrocket (1926)
- Rocking Moon (1926)
- Bright Lights (1925)
- Seven Days (1925)
- The Girl Who Wouldn't Work (1925)
- Pretty Ladies (El jazz band del follies) (1925)
- I'll Show You the Town (1925)
- A Broadway Butterfly (1925)
- Declassée (1925) (The Social Exile)
- The Parasite (1925)
- Ports of Call (1925)
- Is Love Everything? (1924)
- The Dark Swan (1924) (The Black Swan)
- The Garden of Weeds (1924)
- Winner Take All (1924)
- Manhandled (Juguete del placer) (1924)
- Nellie, the Beautiful Cloak Model (1924)
- Head Over Heels (1922)
- Experience (1921)